# Thiepval Anglo-French Cemetery
Thiepval Anglo-French Cemetery is een militaire begraafplaats met gesneuvelden uit de Eerste Wereldoorlog, gelegen nabij het Franse dorp Thiepval in het departement Somme. De begraafplaats ligt 400 m ten zuiden van het dorpscentrum van Thiepval, net op het grondgebied van buurgemeente Authuille, waarvan het dorpscentrum anderhalve kilometer ten zuidwesten ligt. De begraafplaats werd samen met het nabijgelegen Thiepval Memorial door Edwin Lutyens ontworpen en wordt onderhouden door de Commonwealth War Graves Commission. Het Thiepval Memorial werd opgericht ter nagedachtenis van de vermiste Britse en Zuid-Afrikaanse soldaten die gevallen waren tijdens de Slag aan de Somme.
De begraafplaats telt 300 Britse graven (waaronder 239 niet geïdentificeerde). Daarvan zijn er 285 Britten, 4 Canadezen, 10 Australiërs en 1 Nieuw-Zeelander. Er liggen ook 300 Franse graven, waarvan 253 niet geïdentificeerd konden worden. De lichamen werden gevonden tussen december 1931 en maart 1932. De meeste waren gevallen tijdens de Slag aan de Somme, maar andere vielen tijdens de veldslagen in de buurt van Loos en Le Quesnel.

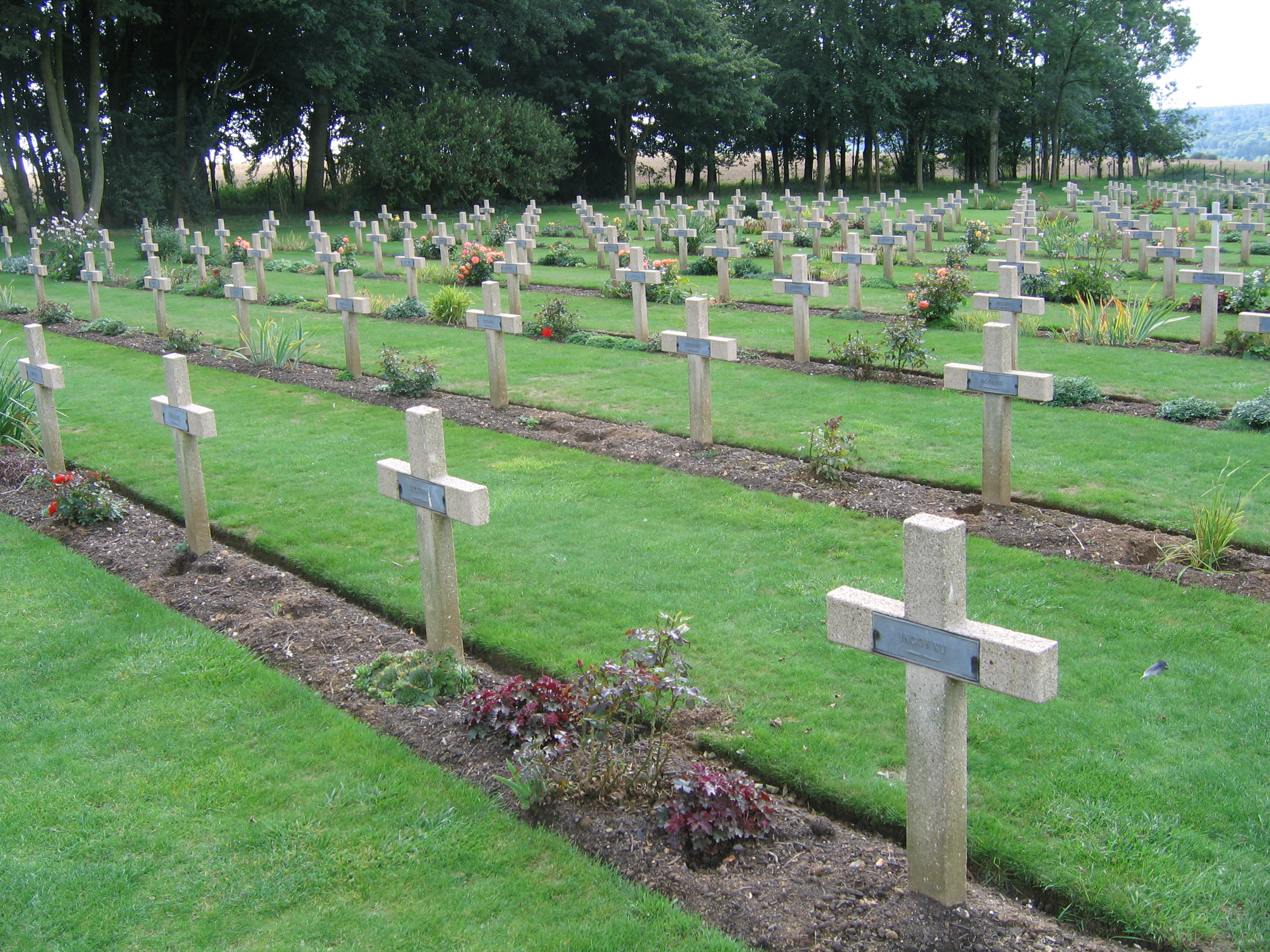
Franse graven

## Graven

### Onderscheiden militairen
- korporaal Arthur J. Clarkson en soldaat John Gilhooly ontvingen de Military Medal (MM).

### Minderjarige militair
- Alfred James Robinson, soldaat bij het West Yorkshire Regiment (Prince of Wales's Own) was 17 jaar toen hij op 27 september 1915 sneuvelde.